# Yolanda Bonnell
Yolanda Bonnell   () és una actriu i dramaturga canadenca. És més coneguda per la seva obra de teatre Bug, que l'any 2020 va ser nominada al Premi del Governador General per al drama en anglès.

## Joventud i educació
Yolanda Bonnell és membre Anishinaabe de la Primera Nació de Fort William, a prop de Thunder Bay (Ontario, Canadà). Es va graduar a l'escola de teatre del Humber College i va tenir el seu primer paper destacat com a actriu en una producció de 2016 de l'obra de Judith Thompson The Crackwalker.

## Carrera professional
Els seus papers posteriors van incloure una producció del 2018 de Kamloopa: An Indigenous Matriarch Story de Kim Senklip Harvey, i una producció del 2019 de The Unnatural and Accidental Women de Marie Clements. El 2022, Bonnell va estrenar White Girls in Moccasins, en el teatre de la companyia de teatre queer Buddies in Bad Times, i My Sister's Rage al Tarragon Theatre.
La seva obra de teatre Bug es va representar en diversos festivals de teatre, inclòs el Festival anual de Rhubarb a Buddies in Bad Times, que va començar el 2015, i va ser nominada al premi Dora Mavor Moore a la millor obra nova el 2019. Aquesta obra va rebre la màxima atencióa a principis del 2020, quan una producció de Theatre Passe Muraille va veure Bonnell demanar públicament que l'obra fos revisada només per crítics de teatre negres, indígenes o de color (BIPOC, de l'anglès black, indigenous and people of color). Bonnell va justificar la seva petició tot assenyalant que anteriorment havia rebut crítiques racistes pel seu treball, com ara la d'un crític que va afirmar que l'obra només era apta per ser vist a les reserves índies. Bonnell va dir: «A Toronto, els crítics són majoritàriament blancs i homes. S'apropen a l'art indígena amb una lent diferent, que sovint els fa pensar "si no ho entenc, vol dir que no és bo o que no és una forma de teatre vàlida". No m'importa ser criticada, però almenys que la crítica vingui d'un lloc de coneixement, d'entendre de què s'està parlant».

## Vida personal
Bonnell s'identifica com a queer i dos esperits (terme que designa persones indígenes nord-americanes considerades d'un «tercer gènere»).